# Secrétaire général pour les Affaires régionales
En France, le secrétaire général pour les Affaires régionales (SGAR) est, dans une préfecture de région, le haut fonctionnaire chargé, sous l'autorité du préfet de région, de coordonner la politique de l'État en matière de développement économique et d'aménagement du territoire ainsi que les relations entre l'État et le conseil régional. 

## Description
Le SGAR est un membre du corps préfectoral, au même titre que le préfet, le secrétaire général de préfecture, le directeur de cabinet du préfet et les sous-préfets d'arrondissements.
Le SGAR est notamment chargé de la négociation du contrat de plan État-région, sous l'autorité du préfet de région et selon le mandat défini par le Premier ministre sur proposition du CGET. Il est également chargé d'une grande partie de la gestion des fonds européens (FEDER, FSE, FEADER) sur le territoire régional, lorsque les régions n'ont pas obtenu cette qualité d'autorité de gestion, qu'elles peuvent demander en application de la loi MAPTAM de 2014.
Le SGAR dispose d'un service propre essentiellement composé de cadres, généralement des chargés de mission.
Le SGAR de la préfecture de la région Grand Est est appelé spécifiquement secrétaire général pour les affaires régionales et européennes (SGARE Grand Est), étant également chargé des affaires européennes.
Le SGAR de la préfecture de la région Île-de-France est appelé spécifiquement secrétaire général aux politiques publiques (SGAPP).